# Élections législatives slovaques de 2023
Les élections législatives slovaques de 2023 ont lieu le 30 septembre 2023 afin de renouveler les 150 députés du Conseil national.
Les élections se tiennent un an avant la date prévue en raison du vote en décembre 2022 d'une motion de censure à l'encontre du gouvernement de coalition minoritaire d'Eduard Heger, conduisant la présidente de la République, Zuzana Čaputová, à menacer de convoquer des élections anticipées.
Le scrutin intervient après deux ans de tentatives par le SMER – social-démocratie et le reste de l'opposition de provoquer sa tenue anticipée, un référendum organisé à la mi-janvier 2023 ayant ainsi lieu à son initiative sur un allègement des conditions de déclenchement des élections avant la fin naturelle du mandat du Conseil. Malgré l'échec de ce dernier faute de franchissement du quorum de participation, les partis de la coalition sortante s'accordent sur une révision de la constitution permettant la dissolution anticipée du Conseil, et la tenue d'élections en septembre 2023.
À la suite d'une campagne électorale dominée par la thématique de l'inflation dans le contexte de l'invasion de l'Ukraine par la Russie, le parti SMER-SD de l'ancien président du gouvernement Robert Fico, arrive en tête après avoir défendu la fin du soutien à l'Ukraine et une rhétorique anti-immigration. Il devance le parti libéral pro-européen Slovaquie progressiste, tandis que HLAS-SD, scission de SMER-SD, se retrouve en position de faiseur de rois.
Après plusieurs jours de négociations, le SMER-SD conclut le 11 octobre un accord de coalition avec le HLAS-SD et le Parti national slovaque (SNS), permettant à Robert Fico de redevenir président du gouvernement le 25 octobre.

## Contexte

### Gouvernements Matovič et Heger
|  |

Les élections législatives de févier 2020 voient la victoire de l'alliance menée par le parti conservateur et anti-corruption Les Gens ordinaires et personnalités indépendantes (OĽaNO). Ce dernier arrive en tête du scrutin avec des résultats en nette hausse, à la suite d'un élan populaire provoqué par l'assassinat en 2018 du journaliste Ján Kuciak, ayant mis en lumière les liens du parti SMER – social-démocratie au pouvoir avec la mafia calabraise.
A la tête d'une coalition gouvernementale réunissant OĽaNO, Nous sommes une famille (Sme Rodina), Liberté et solidarité (SaS) et Pour le peuple (ZL), le dirigeant d'OĽaNO Igor Matovič est choisi pour remplacer le social-démocrate Peter Pellegrini au poste de président du gouvernement,,. 
L'achat par Igor Matovič de doses du vaccin russe Spoutnik V en pleine pandémie de Covid-19 sans avoir obtenu l'aval de ses partenaires de coalition provoque une grave crise politique en mars 2021. Après une vague de démission au sein du gouvernement, ce dernier est profondément remanié tandis que Matovič est forcé par ses partenaires à céder sa place à Eduard Heger. Si les quatre partis membres de la coalition renouvèlent alors leur coopération en votant la confiance au nouveau gouvernement, le SaS finit par la quitter en septembre 2022 en raison de divergences sur la politique économique, à la suite de quoi le gouvernement Heger devient minoritaire,.

### Référendum de janvier 2023
L'opposition menée par le parti SMER – social-démocratie tente à plusieurs reprises de provoquer des élections anticipées en organisant début 2021 une collecte de signature pour l'organisation d'un référendum d'initiative populaire sur ce sujet. Le projet reçoit le soutien du SMER, de Voix - Social démocratie (Hlas-SD), du Parti national slovaque (SNS) et de Socialisti.sk, ainsi que de la Confédération des syndicats du travail. Les articles 95 à 100 de la constitution de 1993 permettent en effet à la population slovaque de mettre en œuvre des référendums d'initiative populaire dans les domaines relevant des compétences du parlement, le Conseil national, à condition de réunir les signatures d'au moins 350 000 électeurs inscrits sur les listes électorales, soit environ 8 % d'entre eux. Un tel référendum, s'il franchit le quorum de participation de 50 % des inscrits, est légalement contraignant. Après un essai infructueux rejeté par Cour constitutionnelle slovaque saisie par la présidente Zuzana Čaputová, un deuxième essai est validé par la cour fin octobre 2022,. Un référendum constitutionnel est par conséquent organisé le 21 janvier 2023, la population étant amenée à se prononcer sur la modification par le Conseil national de la constitution afin que des élections anticipées puissent être convoquées sur demande du Conseil national à la majorité absolue, ou de la population via un référendum,. Boycotté par ses opposants, la proposition est approuvée à une large majorité des votants, mais échoue faute d'atteindre le quorum, seuls un peu plus de 27 % des électeurs s'étant rendus aux urnes.

### Chute du gouvernement Heger
Trois mois après être devenu minoritaire, le gouvernement Heger est finalement renversé par une motion de censure votée le 15 décembre 2022 par 78 voix sur 150. La motion passe notamment avec le soutien du SaS, dont le dirigeant Richard Sulik se déclare favorable à un nouveau gouvernement mais pas à des élections anticipées. Le lendemain, la présidente de la République, Zuzana Čaputová, décide de confier les affaires courantes au gouvernement sortant. Elle donne également aux parlementaires jusqu'à fin janvier 2023 pour modifier la Constitution pour pouvoir organiser des élections anticipées, faute de quoi elle devra proposer un nouveau président du gouvernement et nommer un nouvel exécutif.
Deux jours après l'échec du référendum de janvier, les partis de la coalition sortante d'Eduard Heger s'accordent sur une révision constitutionnelle par voie parlementaire permettant aux membres du Conseil national de convoquer des élections anticipées. Les partis disposent alors à eux seuls de 87 députés, soit trois de moins que les 90 requis correspondant à la majorité qualifiée des trois cinquièmes du total des parlementaires. Ils s'accordent également sur la tenue de ces dernières le 30 septembre 2023, là où l'opposition milite pour des élections en avril ou mai. L'amendement est voté le 25 janvier par 92 voix pour, permettant désormais au Conseil national de voter sa dissolution à la majorité qualifiée des trois cinquièmes,. Un vote en ce sens — par 92 voix pour — intervient comme prévu le 31 janvier, provoquant la convocation d'élections anticipées fixées par les députés au 30 septembre,.
Le 7 mai 2023, la présidente Zuzana Čaputová annonce la nomination de l'économiste et vice-gouverneur sortant de la Banque centrale de Slovaquie, Ľudovít Ódor, à la tête d'un gouvernement de technocrates, quelques heures après la démission d'Eduard Heger,. Le 15 juin, son gouvernement n'obtient pas la confiance du Parlement mais la présidente indique qu'il restera en place jusqu'aux prochaines élections pour expédier les affaires courantes.

## Système électoral

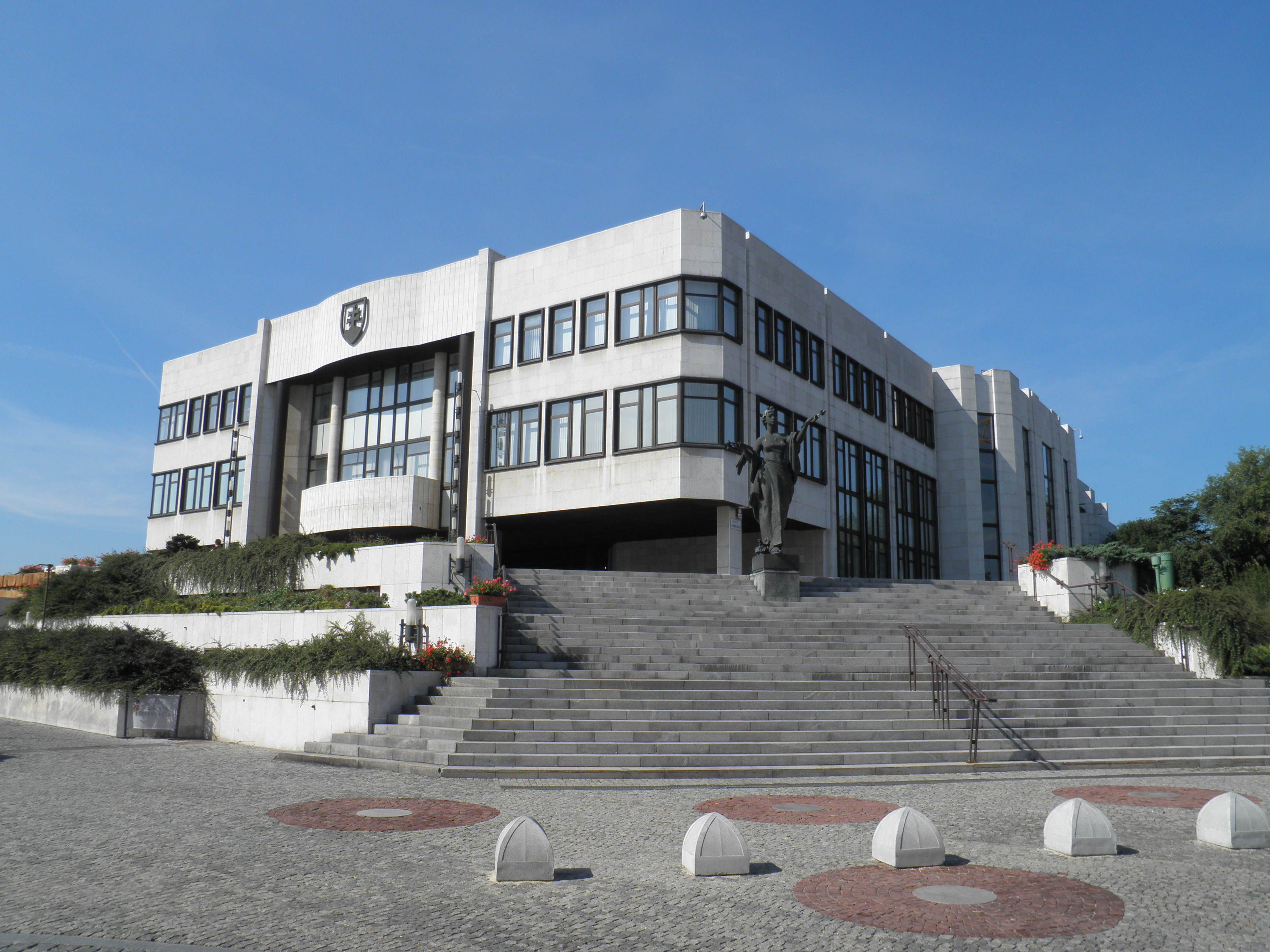
Le bâtiment du Parlement à Bratislava.

Le Conseil national constitue le parlement monocaméral de la Slovaquie. Il se compose de 150 sièges pourvus pour des mandats de quatre ans au scrutin proportionnel plurinominal avec listes ouvertes et seuil électoral de 5 % dans une unique circonscription électorale correspondant au territoire national. Le seuil passe à 7 % pour une coalition de moins de quatre partis, et à 10 % au-delà. Les électeurs ont la possibilité d'effectuer jusqu'à quatre votes préférentiels pour des candidats de la liste choisie afin de faire monter leurs places dans celle-ci. Une fois le décompte de suffrages effectué, les sièges sont répartis entre tous les partis ou coalitions ayant franchi le seuil électoral selon la méthode dite « Hagenbach-Bischoff », et les sièges restants au plus fort reste,.
Les électeurs peuvent recourir au vote postal s'ils en font la demande, y compris ceux résidant à l'étranger. Si le droit de vote s'obtient à 18 ans, les candidats à la députation doivent être âgés d'au moins 21 ans, résider de manière permanente dans le pays et s'acquitter d'une caution de 17 000 euros qui ne leur sont reversés que si le parti dont ils sont candidats obtient au moins 2 % des suffrages exprimés.

## Principales forces en présence
| Parti | Parti | Parti      | Idéologie | Chef de file      | Résultats en 2020          |
| ----- | --- | ---------- | --- | ----------------- | -------------------------- |
|       | Les Gens ordinaires et personnalités indépendantes-NOVA-Pour le peuple Obyčajní Ľudia a nezávislé osobnosti- Nova - Za ľudí | OĽaNO-NOVA | Centre à centre droit Lutte contre la corruption, antisystème, populisme, conservatisme, démocratie chrétienne,                            | Igor Matovič      | 25,02 % des voix 53 sièges |
|       | Les Gens ordinaires et personnalités indépendantes-NOVA-Pour le peuple Obyčajní Ľudia a nezávislé osobnosti- Nova - Za ľudí | ZL         | Centre à centre droit Centrisme, europhilie                                                                                                | Veronika Remišová | 5,77 % des voix 12 sièges  |
|       | SMER – social-démocratie Smer – sociálna demokracia                                                                         | SMER-SD    | Attrape-tout Social-démocratie, nationalisme de gauche, national-populisme, antisystème, conservatisme social, euroscepticisme             | Robert Fico       | 18,29 % des voix 38 sièges |
|       | Nous sommes une famille Sme Rodina                                                                                          | SR         | Droite à extrême droite Populisme de droite, national-conservatisme, opposition à l'immigration                                            | Boris Kollár      | 8,24 % des voix 17 sièges  |
|       | Kotlébistes - Parti populaire « Notre Slovaquie » Ľudová strana Naše Slovensko                                              | ĽSNS       | Extrême droite Néofascisme, ultranationalisme, réactionnarisme, antisystème, populisme, euroscepticisme, russophilie, conservatisme social | Marian Kotleba    | 7,97 % des voix 17 sièges  |
|       | Slovaquie progressiste Progresívne Slovensko                                                                                | PS         | Centre à centre gauche Social-libéralisme, progressisme, europhilie                                                                        | Michal Šimečka    | 6,96 % des voix 0 siège    |
|       | Démocrates Demokrati | D          | Centre à centre droit Libéral-conservatisme, libéralisme, europhilie                                                                       | Eduard Heger      | 6,96 % des voix 0 siège    |
|       | Liberté et solidarité Sloboda a Solidarita                                                                                  | SASKA      | Centre droit Libéralisme, libertarianisme, progressisme, euroscepticisme                                                                   | Richard Sulík     | 6,22 % des voix 13 sièges  |
|       | Mouvement chrétien-démocrate Kresťanskodemokratické hnutie                                                                  | KDH        | Centre droit à droite Démocratie chrétienne, conservatisme social, europhilie                                                              | Milan Majerský    | 4,65 % des voix 0 siège    |
|       | Fraternité communautaire hongroise Magyar Közösségi Összefogás Maďarská komunitná spolupatričnosť                           | MKÖ-MKS    | Centre droit Défense de la minorité hongroise, libéral-conservatisme                                                                       | Krisztián Forró   | 3,90 % des voix 0 siège    |
|       | Parti national slovaque Slovenská národná strana                                                                            | SNS        | Droite à extrême droite Nationalisme slovaque, national-conservatisme, nationalisme économique                                             | Andrej Danko      | 3,16 % des voix 0 sièges   |
|       | HLAS – social-démocratie HLAS – sociálna demokracia                                                                         | HLAS-SD    | Centre gauche Social-démocratie, europhilie                                                                                                | Peter Pellegrini  | Scission du SMER           |
|       | République Republika | Rep        | Droite à extrême droite Nationalisme, antisystème, conservatisme social, euroscepticisme                                                   | Milan Uhrík       | Scission de L'SNS          |

## Campagne

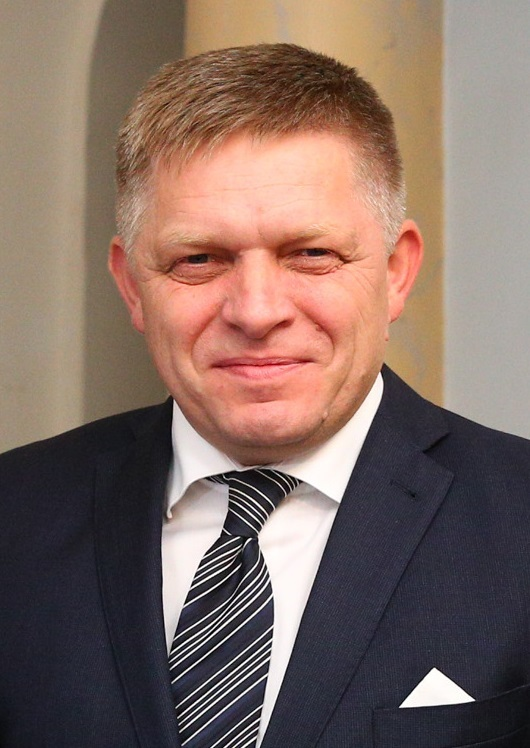
Robert Fico

La campagne électorale est très marquée par le taux élevé d'inflation au niveau mondial provoqué par la crise économique liée à la pandémie de Covid-19 dans le contexte d'une crise énergétique provoquée par cette dernière puis par le déclenchement en février 2022 de l'invasion de l'Ukraine par la Russie. Membre de l'Organisation du traité de l'Atlantique nord (OTAN), le gouvernement slovaque met en œuvre comme ses alliés une aide économique et militaire au gouvernement ukrainien du président Volodymyr Zelensky ainsi que des sanctions économiques à l'encontre de la Russie, qui deviennent rapidement impopulaire au vu de la situation économique.
Les luttes internes et les scandales qui touchent les gouvernements Matovič et Heger provoquent un vide politique qui finit par être comblé par la montée de SMER-SSD, de Robert Fico, qui domine la campagne. Historiquement de centre gauche, ce dernier récupère l'insatisfaction de la population à l'égard de la crise économique pour faire campagne sur la fin des aides accordées à l'Ukraine. Jusqu'alors atlantiste et favorable à l'Union européenne — en soutenant notamment l'adoption de l'Euro en 2009 —, Fico adopte une position de plus en plus critique envers l'OTAN et de l'UE tout en se rapprochant de la Hongrie de Viktor Orbán et de la Russie de Vladimir Poutine, au point d'adopter ses éléments de langage vis à vis de la guerre en Ukraine. Il rejette ainsi la responsabilité de cette dernière sur l'Ukraine en affirmant que le conflit « a commencé en 2014 lorsque des fascistes ukrainiens ont tué des victimes civiles de nationalité russe ». Il promet par conséquent de cesser les livraisons d'armes en ne fournissant « plus une seule balle » à l'Ukraine,. Ses positions trouvent un écho certains auprès de la population slovaque, dont une étude en mars 2023 révèle que seulement 40 % considèrent la Russie responsable du conflit avec l'Ukraine.
Le SMER accompagne cette rhétorique de positions anti-immigration. S'il avait déjà fait campagne auparavant sur cette question, il se trouve cette fois-ci renforcé par l'ampleur de la crise migratoire en Europe, qui voit le sud de la Slovaquie traversée par un nombre croissant de migrants de passage par la Hongrie, qui passent de 2 500 en 2021 à 25 000 deux ans plus tard. Qualifié de populiste, le parti est également critiqué pour ses attaques envers la communauté LGBT, dont notamment un spot de campagne dans lequel théorie du genre et mariage homosexuel sont associés au parti Slovaquie progressiste et violemment rejetés, Fico réitérant lui-même son opposition au mariage homosexuel lors d'une conférence de presse, avant de qualifier de « perversion » l'adoption homoparentale,.

## Sondages

### Sondages à la sortie des urnes
| Sondeur | OĽaNO+ | Smer-SD | SR    | ĽSNS  | PS     | SaS   | Alliance | KDH   | SNS   | Hlas-SD | Rep   | D     |
| ------- | ------ | ------- | ----- | ----- | ------ | ----- | -------- | ----- | ----- | ------- | ----- | ----- |
| Sondeur |        |         |       |       |        |       |          |       |       |         |       |       |
| Median  | 9,5 %  | 19,1 %  | 3,3 % | –     | 20,0 % | 6,4 % | 4,2 %    | 6,4 % | 5,4 % | 11,2 %  | 6,1 % | –     |
| Focus   | 8,0 %  | 21,9 %  | 2,3 % | 0,5 % | 23,5 % | 6,4 % | 4,3 %    | 6,0 % | 4,4 % | 12,2 %  | 6,0 % | 3,0 % |

## Résultats
|                           |                                        |           |       |       |        |               |  |  |
| Parti                     | Parti                                  | Voix      | %     | +/-   | Sièges | +/-           |  |  |
|                           | SMER – social-démocratie (SMER-SD)     | 681 017   | 22,95 | 4,66  | 42     | 4             |  |  |
|                           | Slovaquie progressiste (PS)            | 533 136   | 17,96 | N/A   | 32     | 32            |  |  |
|                           | HLAS – social-démocratie (HLAS-SD)     | 436 415   | 14,70 | Nv.   | 27     | 27            |  |  |
|                           | OĽaNO et ses amis (OĽaNO-NOVA-KÚ-ZĽ)   | 264 137   | 8,90  | 21,90 | 16     | 49            |  |  |
|                           | Mouvement chrétien-démocrate (KDH)     | 202 515   | 6,82  | 2,17  | 12     | 12            |  |  |
|                           | Liberté et solidarité (SaS)            | 187 645   | 6,32  | 0,10  | 11     | 2             |  |  |
|                           | Parti national slovaque (SNS)          | 166 995   | 5,63  | 2,47  | 10     | 10            |  |  |
|                           | Republika                              | 141 099   | 4,75  | Abs.  | 0      | en stagnation |  |  |
|                           | Alliance (MKÖ/MKS-SMK/MKP)             | 130 183   | 4,39  | 0,49  | 0      | en stagnation |  |  |
|                           | Démocrates                             | 87 006    | 2,93  | N/a   | 0      | en stagnation |  |  |
|                           | Nous sommes une famille (SR)           | 65 673    | 2,21  | 6,03  | 0      | 17            |  |  |
|                           | Parti populaire Notre Slovaquie (ĽSNS) | 25 003    | 0,84  | 7,13  | 0      | 17            |  |  |
|                           | Parti communiste slovaque (KSS)        | 9 867     | 0,33  | Abs.  | 0      | en stagnation |  |  |
|                           | Parti pirate - Slovaquie (PSS)         | 9 358     | 0,32  | Abs.  | 0      | en stagnation |  |  |
|                           | Modrí, Most-Híd                        | 7 935     | 0,27  | 1,78  | 0      | en stagnation |  |  |
|                           | Autres partis                          | 19 912    | 0,67  | –     | 0      | en stagnation |  |  |
|                           |                                        |           |       |       |        |               |  |  |
| Suffrages exprimés        | Suffrages exprimés                     | 2 967 896 | 98,83 |       |        |               |  |  |
| Votes blancs et invalides | Votes blancs et invalides              | 35 052    | 1,17  |       |        |               |  |  |
| Total                     | Total                                  | 3 002 948 | 100   | –     | 150    | en stagnation |  |  |
| Abstentions               | Abstentions                            | 1 385 924 | 31,58 |       |        |               |  |  |
| Inscrits/Participation    | Inscrits/Participation                 | 4 388 872 | 68,42 |       |        |               |  |  |

## Analyse

Résultats par municipalités

Le scrutin connait le taux de participation le plus élevé depuis les élections de 2002. Il voit arriver largement en tête le parti SMER-SSD dirigé par Robert Fico. Cette bonne performance annoncée dans les sondages provoque un émoi à l'international, le SMER ayant fait campagne sur des positions anti-OTAN, Fico allant jusqu'à promettre la fin des livraisons d'armes slovaques à l'Ukraine dans le cadre de sa guerre contre la Russie.
A l'opposé de l'échiquier politique, le Slovaquie progressiste (PS) enregistre également une forte progression. Mené par Michal Šimečka, le deuxième gagnant du scrutin l'emporte ainsi sur la base d'un programme radicalement opposé à celui du parti arrivé en tête, le PS prônant quant à lui un maintien des positions pro-occidentales du gouvernement sortant, dont le soutien à l'Ukraine. 
Aucun des deux principaux parti ne se trouve cependant en position de former seul un gouvernement. Positionné au centre gauche, le parti HLAS – social-démocratie (HLAS-SD) de Peter Pellegrini, issue d'une scission du SMER, se retrouve ainsi en position de faiseur de rois. Resté proche de Fico, qu'il félicite au soir du scrutin, Pellegrini maintient néanmoins des positions atlantistes qui l'amène à se déclarer ouvert à des négociations avec les deux camps au soir du scrutin,,. Les deux hommes s'étaient notamment opposé lors de la campagne sur la possibilité d'une coalition avec le parti d’extrême droite Republika, jugée « sans problèmes » pour Fico mais inacceptable pour Pellegrini, ce parti ayant pour objectif de faire sortir la Slovaquie de l'OTAN et de l'Union européenne. À la surprise générale au vu des sondages favorables, il ne parvient cependant pas franchir le seuil électoral de 5 % des voix, privant le SMER d'un allié de coalition,.

## Formation du gouvernement
La présidente Zuzana Čaputová, issue de PS, annonce pour sa part qu'elle confiera au chef du parti vainqueur la tâche de former un gouvernement dans les jours suivants, « indépendamment de sa préférence personnelle ». Le mandat est confié le 2 octobre à Robert Fico, la cheffe de l'État lui donnant jusqu'au 16 pour former un gouvernement. Comme attendu, le HLAS se retrouve au cours des négociations en étant sollicité par le SMER comme par la PS. Peter Pellegrini se voit ainsi offrir par Robert Fico la présidence du Conseil national, tandis que Michal Šimečka va jusqu'à lui proposer d'être président du gouvernement, la PS acceptant de se contenter du ministère de l'Intérieur. Pellegrini finit par mettre fin au doute le 10 octobre en annonçant le rejet de la proposition de Šimečka.
Le lendemain 11 octobre, Robert Fico annonce la conclusion par le SMER d'un accord de coalition avec le HLAS et le SNS, les trois formations obtenant respectivement 6, 7 et 3 ministères, Fico lui même obtenant la présidence du gouvernement,. 
La conclusion de l'accord provoque le jour suivant la suspension du SMER par le Parti socialiste européen et la perte du statut de parti associé du HLAS, en raison de leur association avec le SNS, qualifié de « parti de droite radicale »,.
Peter Pellegrini est élu le 25 octobre à la présidence du parlement par 131 voix pour. Le même jour, Robert Fico et son gouvernement prêtent serment devant la présidente lors d'une cérémonie d'investiture organisée au palais présidentiel de Bratislava,. Dès le lendemain, le nouveau président du gouvernement annonce la fin des livraisons d'armes à l'Ukraine, limitant le soutien slovaque à l'aide humanitaire et civile.